# Последњи валцер (филм)
Последњи валцер је документарни филм Мартина Скорсезеа из 1978. о опроштајном концерту канадске рок групе Бенд на Дан захвалности, 25. новембра 1976. у дворани Винтерланд болрум у Сан Франциску. Уз групу Бенд, концерт су увеличали и музичари Пол Батерфилд, Ерик Клептон, Нил Дајмонд, Боб Дилан, Емилу Харис, Рони Хокинс, Доктор Џон, Џони Мичел, Ван Морисон, Ринго Стар, Мади Вотерс, Рони Вуд и Нил Јанг. Филм Последњи валцер се сматра једним од најбољих концертних филмова свих времена, иако му неки критичари замерају претерано усредсређење на лик Робија Робертсона, вође групе Бенд. 
Директор фотографије у филму био је Мајкл Чепмен („Разјарени бик“, „Таксиста“), док су камермани били Боби Берн („Бик Дарам“, „Смоки и бандит“), Ласло Ковач („Голи у седлу“), Дејвид Мајерс („Вудсток“), Хиро Нарита, Мајкл Воткинс и Вилмош Жигмонд („Блиски сусрети треће врсте“, „Ловац на јелене“).